# Rengo
Rengo è una città e un comune del Cile situato nella provincia di Cachapoal (Regione del Libertador General Bernardo O'Higgins).